# Кайя Сааріаго
Кайя Сааріаго (фін. Kaija Saariaho; 14 жовтня 1952, Гельсінкі — 2 червня 2023, Париж) — фінська композиторка.

## Життєпис
Батьки Кайї Аннелі Лааконен (фін. Kaija Anneli Laakkonen) не були музикантами, але вони цікавилися образотворчими мистецтвами й мали колекцію картин. З дитинства майбутня композиторка мала сильний потяг до музики. Зокрема, вона часом не могла заснути, бо їй заважала «музика в її голові». У дитинстві вона брала приватні науки гри на скрипці, фортепіано, і, згодом, гітарі. З 1970 по 1972 року вона навчалася як скрипалька й піаністка у Східному музичному інституті Гельсінкі, але навчання там було занадто зосереджено на виконавстві.
У 1972 році Кайя вступила в Академію мистецтв Гельсінкі, проте за кілька років вона припинила навчання там. Паралельно навчалася у Консерваторії Гельсінкі спершу як піаністка, а в останній рік навчання — як органістка. Також вона вивчала музикознавство в університеті Гельсінкі.
З 1976 року навчалася композиції у Академії ім. Сибеліуса у Пааво Гейнінена, а також заснувала творчу групу «Open Ears» (фін. Korvat auki ry) разом з Esa-Pekka Salonen і Magnus Lindberg. Після закінчення Академії у 1980 році вона навчається у Вищій школі музики у Фрайбурзі у Браяна Фернехоу та Клауса Губера, яку закінчила у 1982 році. Також вона була учасницею Дармштадських курсів нової музики. У 1982 році почала вивчати техніки застосування комп'ютерів у композиторській творчості в IRCAM'і, і того ж року переїхала до Парижа, де мешкає з того часу. У 1983 р. також працювала над електронною доріжкою свого твору «Verblendungen у Groupe de Recherches Musicales».
З того часу Сааріаго присвячує себе здебільшого написанню музики. У 1988—89 роках вона була композиторкою-резиденткою у Сан-Дієго, а у 1993 році вона була композиторкою-резиденткою в Кіото. Протягом 1997—98 років навчального року разом з чоловіком Жаном-Батістом Барʼєре була запрошеною професоркою з композиції у Академії музики ім. Яна Сібеліуса. У 80-х роках вона також отримала ряд нагород і замовлень. У рамках одного з них вона написала твір «Nymphéa», прем'єра якого відбулася у виконанні Кронос-квартету (замовлення від Лінкольн-центру). У 1991 р. вона отримала замовлення від Фінського національного балету, для якого вона написала «The Earth». Під час перебування у Кіото вона отримала замовлення від коледжу Куніташі, завдяки якому вона написала Шість японських садів для перкусії й електроніки. Для Гідона Кремера вона написала «Graal Théâtre» у 1994 році. У 2000 році під керівництвом Кента Нагано відбулася премʼєра її опери «L'amour de loin».
Композиторка одружувалася двічі — перший раз у 1972 року з Markku Veikko Ilmari Saariaho, проте вони невдовзі розлучилися. Вдруге вона одружилася у 1984 році із Жаном-Батістом Бар'єре, у них є двоє дітей.
У лютому 2021 року у неї було діагностовано гліобластому. 2 червня 2023 року померла у Парижі.

## Творчість
На стиль Кайі Сааріаго мала вплив творчість композиторів-спектралістів Жерара Грізе і Трістана Мюрая, а також має певні спільні риси з музикою Дьордя Лігеті. Значення тембру переважує над мелодією чи гармонією у її музичній мові. У її доробку камерна, симфонічна, вокальна, електроакустична музика, чотири опери, ораторія.
Серед найвідоміших творів — Verblendungen (1982—1984), де вона поєднує оркестр і запис на плівці, Lichtbogen (1986, ансамбль і live electroincs), Orion для оркестру (2002), L'amour de loin (2000, опера), Jardin secret II (1984—86, клавесин і плівка) та ін.